# Daniel Lasker
Daniel Lasker (* 2. März 1999 in Bulawayo) ist ein simbabwischer Schauspieler und Filmschaffender.

## Leben
Lasker wurde am 2. März 1999 in Bulawayo geboren. Nach ersten Tätigkeiten hinter der Kamera war er ab 2018 regelmäßig als Schauspieler in Film- und Fernsehserienproduktionen zu sehen. Unter anderen war er in zwei Episoden der Fernsehdokuserie American Monster als Madison Holton und in einer Episode der Fernsehserie Eine Frau an der Front zu sehen. Von 2020 bis 2022 stellte er in zehn Episoden die wiederkehrende Rolle des Furfur in der Fernsehserie Raised by Wolves dar. 2022 verkörperte er in einer Episode der Serie Abraham Lincoln die historische Rolle des jungen Robert Todd Lincoln, Sohn von Abraham Lincoln.
Ende Juni 2024 wurde bekannt, dass er im Netflix Original One Piece die Rolle des Mr. 9 spielen wird.
Lasker ist seit Mitte der 2010er Jahre ebenfalls als Filmschaffender tätig. Im Alter von 17 Jahren vertrat er Simbabwe bei den World Championship of Performing Arts in Hollywood. Der Kurzfilm The Signal, wofür er als Regisseur, Produzent, Filmeditor und Kameramann tätig war, wurde in der Landessprache Nord-Ndebele aufgenommen, obwohl er die Sprache selber nicht fließend spricht und lediglich kurze Konversationen in der Sprache führen kann. Daher wurde das Drehbuch auf Englisch verfasst. 2023 war er in mehreren Tätigkeiten für die Spielfilme Summer with the Guys und Hidden Within verantwortlich.

## Filmografie (Auswahl)

### Schauspiel
- 2018: Red Maraiah (Kurzfilm)
- 2018: What Lies Beneath (Fernsehserie, Episode 1x03)
- 2018: Boy on Dreams (Kurzfilm)
- 2019: The Unexpectables (Kurzfilm)
- 2019: American Monster (Fernsehdokuserie, 2 Episoden)
- 2020: Eine Frau an der Front (Our Girl, Fernsehserie, Episode 4x02)
- 2020: Vagrant Queen (Fernsehserie, 2 Episoden)
- 2020–2022: Raised by Wolves (Fernsehserie, 10 Episoden)
- 2021: In 80 Tagen um die Welt (Fernsehserie, Episode 1x01)
- 2021: G.O.A.T (Kurzfilm)
- 2022: Abraham Lincoln (Minifernsehserie, Episode 1x03)
- 2022: Noughts + Crosses (Fernsehserie, Episode 2x01)
- 2023: Hidden Within

### Filmschaffender
- 2016: The Way It Is (Kurzfilm; Regie, Produktion, Drehbuch, Filmschnitt, Kamera)
- 2017: The Walk (Kurzfilm; Regie, Produktion, Drehbuch, Filmschnitt, Kamera)
- 2018: Red Maraiah (Kurzfilm; Regie)
- 2019: The Man (Kurzfilm; Regie)
- 2022: The Signal (Kurzfilm; Regie, Produktion, Filmschnitt, Kamera)
- 2023: Summer with the Guys (Produktion, Filmschnitt)
- 2023: Hidden Within (Regie, Produktion, Drehbuch, Filmschnitt, Kamera)